# Óscar Valentín
Óscar Valentín Martín Luengo (Navalmoral de la Mata, 20 agosto 1994) è un calciatore spagnolo, centrocampista e capitano del Rayo Vallecano.

## Caratteristiche tecniche
È un mediano.

## Carriera
Cresciuto nel settore giovanile del Rayo Majadahonda, ha debuttato con il club durante la stagione 2012-2013 di Tercera División. Negli anni seguenti ha giocato a periodi alterni con Rayo Vallecano B ed Alcobendas Sport nelle serie inferiori del campionato spagnolo per poi fare ritorno al Rayo Majadahonda nel 2017. Nel luglio 2019, dopo due stagioni da titolare in cui ha collezionato oltre 70 presenze, si è trasferito al Rayo Vallecano.